# 萩村滋則
萩村滋則（1976年7月31日—），日本足球運動員，司職後衛，曾入選日本國家青年軍，現時於日本乙組足球聯賽球隊東京綠茵擔任青年軍教練。

## 生平
1997年，於柏雷素爾展開職業足球生涯，先後效力過京都不死鳥、新潟天鵝，2006年加盟東京綠茵，2008年球季結束後轉任青年軍教練。
2009年，香港甲組足球聯賽球隊愉園邀請其復出，期望來港客串加強球隊防守力。

## 個人榮譽
1997年 最佳新人賞

## 外部連結
- 東京ヴェルディ公式サイト （页面存档备份，存于）
- 萩村滋則ブログ『ふくら萩』 （页面存档备份，存于）
- 株式会社フルキャストスポーツによるプロフィール